# Špania Dolina
Špania Dolina es un municipio del distrito de Banská Bystrica en la región de Banská Bystrica, Eslovaquia, con una población estimada a final del año 2024 de 234 habitantes.
Se encuentra ubicado en la zona centro-norte de la región, cerca del río Hron —un afluente izquierdo del Danubio— y de la frontera con la región de Žilina.

## Demografía
| Año        | 1994 | 2004     | 2014    | 2024     |
| ---------- | ---- | -------- | ------- | -------- |
| Población  | 121  | 182      | 197     | 234      |
| Diferencia |      | +50,41 % | +8,24 % | +18,78 % |

| Año        | 2023 | 2024    |
| ---------- | ---- | ------- |
| Población  | 228  | 234     |
| Diferencia |      | +2,63 % |